# Pacem Dei Munus Pulcherrimum
 Pacem Dei Munus Pulcherrimum  è un'enciclica di papa Benedetto XV, datata 23 maggio 1920, dedicata al tema della pace e della riconciliazione tra i cristiani.